# Риад, Махмуд
Махмуд Риад (араб. محمود رياض‎; 8 января 1917, Кальюбия, Египет — 25 января 1992, Каир, Египет) — египетский государственный деятель. Бывший генеральный секретарь Лиги арабских государств и министр иностранных дел Египта.

## Биография
После участия в Арабо-израильской войне был членом египетской делегации на мирных переговорах с Израилем в 1949 году. После военного переворота 23 июля 1952 года и свержением монархии работал в министерстве внешних дел начальником отдела по вопросам Палестины. С 1953 по 1955 год занял пост директора по арабским делам и затем до 1958 года послом в Сирии. После возвращения из Сирии стал особым советником президента Гамаля Абдель Насера. В 1962 году был назначен постоянным представителем страны в ООН в Нью-Йорке.
С 1964 по 1972 год был министром иностранных дел и одновременно с 1971 по 1972 год заместителем премьер-министра в правительстве Махмуда Фавзи. В этих должностях выступал за мирное урегулирование ближневосточного конфликта и убеждал многие государства о необходимости бойкота Израиля, чтобы вынудить его пойти на уступки.
1 июня 1972 года стал генеральным секретарём Лиги арабских государств. В марте 1979 года подал в отставку после решения исключить Египет из организации и перенести её штаб-квартиру в Тунис.